# باربیتورات

اسید باربیتوریک پایهٔ ساختاریِ همهٔ باربیتورات‌ها

باربیتورات یا باربیتورِیت ها (به انگلیسی: Barbiturates) نام عمومی دسته قدیمی ای از داروهای بسیار تضعیف کننده و دپرسانت‌ قوی سیستم عصبی مرکزی هستند. توان باربیتوراتها می‌تواند از میزان آرام‌بخش تا بی‌هوش‌کننده متغیر باشد. مصرف طولانی‌مدت باربیتورات ها می‌تواند وابستگی فیزیکی و روانی نسبتا زیادی ایجاد کند.
پایهٔ ساختاریِ همهٔ باربیتورات‌ها از «اسید باربیتوریک» است.

## تاریخچه
اسید باربیتوریک (پایهٔ اصلی باربیتورات‌ها) در سال ۱۸۶۴ و توسط شیمی‌دان آلمانی، آدولف بایر، از ترکیب اورهٔ غلیظ‌شده و یک استر مشتق‌شده از سرکهٔ سیب به‌دست آمد. تا سال ۱۹۵۰ هنوز وابستگی فیزیکی و پریشانی رفتاری در درمان با باربیتورات کشف نشده‌بود. امروزه به جز فنوباربیتال که به طور گسترده برای درمان تشنج استفاده می شود؛ دیگر باربیتورات ها در سرتاسر جهان به ندرت تولید می گردند و بنزودیازپین ها عمدتاً جای آنها را گرفته اند.

## کاربرد درمانی
اسید باربیتوریک، خود اثری بر سیستم اعصاب مرکزی دارد و این مشتقات با نام باربیتورات هستند که اثر آرام‌بخشی دارند. تاکنون حدود ۲۵۰۰ نوع مشتقات آن کشف شده و آن‌ها را با توجه به سرعت تأثیر طبقه‌بندی می‌کنند. معمولاً باربیتورات با اثر بسیار سریع را به‌عنوان مواد بی‌هوشی و با اثر متوسط، به‌عنوان آرام‌بخش گروه‌بندی می‌کنند. امروزه به‌عنوان داروی خواب‌آور از باربیتورات به‌دلیل خطر ناشی از مصرف بیش‌ازحد و خطر خودکشی استفاده نمی‌شود و جایگزین آن بنزودیازپین‌ها هستند که خطر اوردوز در آن کمتر است؛ اگرچه این نوع دارو هم ایجاد وابستگی می‌کند. در پایان این گروه‌بندی، باربیتورات با اثر آهسته قرار می‌گیرد که مهم‌ترین نمونه از آن فنوباربیتال با نیمه‌عمر حدود ۹۲ ساعت است. این دسته (باربیتورات با اثر فوق‌آهسته) امروزه تنها کاربرد تشنج دارد و به‌دلیل طولانی بودن نیمه‌عمر دارویی و در نتیجه از بین رفتن هشیاری برای ساعاتی طولانی در شبانه‌روز به‌عنوان خواب‌آور قابل استفاده نیست.
امروزه در برخی کشورها برای مجازات اعدام از باربیتورات به‌جای روش‌های خشن و غیرانسانی استفاده می‌شود.

## مکانیسم اثر
این دارو با کاهش تحریک‌پذیری در نورون عمل می‌کند. باربیتورات‌ها با اتصال به گیرندهٔ GABAA و افزایش فعالیت گابا بر گیرنده‌های گابا موجب تسهیل ورود یون کلر می‌شوند. باربیتورات‌ها بر گیرندهٔ AMPA نیز اثر مهاری دارند.
تأثیرات موقت باربیتورات شبیه اثر موقت الکل است. مقدار کمی از آن موجب آرامش، و مقدار بیشتر موجب مسمومیت و خواب‌آلودگی می‌شود و در مسمومیت با دوز بالا تعادل از بین می‌رود و لکنت زبان ایجاد می‌شود، سرگیجه و زبان‌پریشی (آشفتگی گفتار) نیز به‌دنبال دارد و در حالت اوردوز باعث از دست دادن هشیاری، کما و مرگ ناشی از توقف تنفس می‌شود. استفاده از باربیتورات‌ها فرد را در معرض خطرِ افزایش مقدار مصرف و نیز عفونت‌های تنفسی قرار می‌دهد، زیرا این دارو رفلکس سرفه را متوقف می‌کند.

## مثال‌ها
| نام کوتاه     | R1       | R2             | نام آیوپاک                                                                                                 | مدت اثر         |
| ------------- | -------- | -------------- | --- | --------------- |
| آلوباربیتال   | CH2CHCH2 | CH2CHCH2       | 5,5-diallylbarbiturate                                                                                     | کوتاه اثر       |
| آموباربیتال   | CH2CH3   | (CH2)2CH(CH3)2 | 5-ethyl-5-isopentyl-barbiturate                                                                            | متوسط اثر       |
| آپروباربیتال  | CH2CHCH2 | CH(CH3)2       | 5-allyl-5-isopropyl-barbiturate                                                                            | متوسط اثر       |
| آلفنال        | CH2CHCH2 | C6H5           | 5-allyl-5-phenyl-barbiturate                                                                               | متوسط اثر       |
| باربیتال      | CH2CH3   | CH2CH3         | 5,5-diethylbarbiturate                                                                                     | طولانی اثر      |
| برالوباربیتال | CH2CHCH2 | CH2CBrCH2      | 5-allyl-5-(2-bromo-allyl)-barbiturate                                                                      | کوتاه اثر       |
| پنتوباربیتال  | CH2CH3   | CH 3(CH2)2CH3  | 5-ethyl-5-(1-methylbutyl)-barbiturate                                                                      | کوتاه اثر       |
| فنوباربیتال   | CH2CH3   | C6H5           | 5-ethyl-5-phenylbarbiturate                                                                                | طولانی اثر      |

ساختار عمومی یک باربیتورات که در آن شماره گذاری اتم‌های حلقه مشخص شده‌است.

| پریمیدون      | CH2CH3   | C6H5           | 5-ethyl-5-phenyl-1,3-diazinane-4,6-dione (it lacks oxygen at #2 position of generic barbiturate structure) | طولانی اثر      |
| سکوباربیتال   | CH2CHCH2 | CHCH3(CH2)2CH3 | 5-[(2R)-pentan-2-yl]-5-prop-2-enyl-barbiturate; 5-allyl-5-[(2R)-pentan-2-yl]-barbiturate                   | کوتاه اثر       |
| تیوپنتال سدیم | CH2CH3   | CHCH3(CH2)2CH3 | 5-ethyl-5-(1-methylbutyl)-2-thiobarbiturate (the oxygen at #2 position is replaced by a sulfur)            | بسیار کوتاه اثر |